# Frederico Luís de Meclemburgo-Schwerin
Frederico Luís em Meclemburgo (em alemão: Friedrich Ludwig zu Mecklenburg; 13 de junho de 1778 - 29 de novembro de 1819) foi um príncipe do Grão-Ducado de Meclemburgo-Schwerin, um dos estados da Confederação Germânica. Era filho do grão-duque Frederico Francisco I de Meclemburgo-Schwerin e da princesa Luísa de Saxe-Gota-Altemburgo.

## Família
Frederico Luís era o filho mais velho do grão-duque Frederico Francisco I de Meclemburgo-Schwerin e da sua esposa, a princesa Luísa de Saxe-Gota-Altemburgo. Os seus avós paternos eram o duque Luís de Meclemburgo-Schwerin e a princesa Carlota Sofia de Saxe-Coburgo-Saalfeld. Os seus avós maternos eram o príncipe João Augusto de Saxe-Gota-Altemburgo e a condessa Luísa Reuss de Schleiz.
Entre os seus irmãos encontrava-se a duquesa Luísa Carlota de Meclemburgo-Schwerin, avó materna do príncipe-consorte Alberto do Reino Unido e a duquesa Carlota Frederica de Meclemburgo-Schwerin, esposa do rei Cristiano VIII da Dinamarca.

## Casamentos e descendência
Frederico Luís casou-se pela primeira vez no Palácio de Gatchina, na Rússia, no dia 12 de outubro de 1799 com a grã-duquesa Helena Pavlovna da Rússia, filha do czar Paulo I da Rússia. Tiveram dois filhos:
- Paulo Frederico I de Meclemburgo-Schwerin (15 de setembro de 1800 - 7 de março de 1842), casado com a princesa Alexandrina da Prússia; com descendência.
- Maria Luísa de Meclemburgo-Schwerin (31 de março de 1803 - 26 de outubro de 1862), casada com o duque Jorge de Saxe-Altemburgo; com descendência.

Helena morreu subitamente, no dia 24 de setembro de 1803 de doença.
Sete anos depois, no dia 1 de julho de 1810, Frederico Luís casou-se com a princesa Carolina Luísa de Saxe-Weimar-Eisenach, filha de Carlos Augusto, Grão-Duque de Saxe-Weimar-Eisenach e da princesa Luísa de Hesse-Darmstadt. Tiveram três filhos:
1. Alberto de Meclemburgo-Schwerin (11 de fevereiro de 1812 - 18 de outubro de 1834), morreu aos 22 anos de idade; sem descendência.
2. Helena de Meclemburgo-Schwerin (24 de janeiro de 1814 - 18 de maio de 1858), casada com o príncipe Fernando Filipe, duque de Orleães, filho mais velho do rei Luís Filipe I de França; com descendência.
3. Magno de Meclemburgo-Schwerin (3 de maio de 1815 - 25 de abril de 1816), morreu aos 11 meses de idade.

Carolina morreu em 1816 e Frederico Luís casou-se pela terceira vez no dia 3 de abril de 1818 com a princesa Augusta de Hesse-Homburgo. Não teve filhos deste casamento. Frederico morreu pouco mais de sete meses depois, aos quarenta e um anos de idade.